# Тарасов-Родионов, Александр Игнатьевич
Александр Игнатьевич Тарасов-Родионов (25 сентября (7 октября) 1885, Астрахань, Российская империя — 3 сентября 1938, «Коммунарка», Московская область, РСФСР, СССР) — русский советский писатель.

## Биография
Член партии с 1905 года, дважды исключался (1-й раз в июле 1918 года, за поведение во время ареста в июле 1917 года, в апреле 1919 года ходатайство о восстановлении Тарасова-Родионова в партии поддержал Сталин, решение об исключении было отменено; 2-й раз в декабре 1921 года, снова вступил в 1925 г.).
Принимал активное участие в Февральской и Октябрьской революциях. Окончил юридический факультет Казанского университета (1908), юрист.
Мобилизован в 1915 году, подпоручик (1917). Во время ареста в июле 1917 года написал покаянное письмо секретарю министра юстиции Временного правительства: «Я виноват и глубоко виноват в том, что был большевиком».
Принимал участие в аресте генерала П. Н. Краснова, о чём последний упоминает в своих воспоминаниях «На внутреннем фронте». Участник Гражданской войны, начдив в 53-й стрелковой дивизии РККА, затем начальник полевого штаба армии. Резко полемизировал с Л. Д. Троцким и другими сторонниками использования бывших офицеров в РККА.
Демобилизован в 1922 году. До 1924 года сотрудник Народного комиссариата юстиции, работал следователем в Верховном революционном трибунале при ВЦИК.
Дебютировал в художественной литературе произведением «Шоколад» (1922), это же и наиболее известная его повесть, посвящённая событиям Гражданской войны и содержащая апологию «красного террора». Критики-современники, обсуждая идейную направленность повести, признавали её низкий художественный уровень. Высокая оценка творчества Тарасова-Родионова Сергеем Есениным («настоящий художник», который «не пройдёт в ней [русской литературе] бесследно, потому что когда он пишет, он водит по сердцу») документально не подтверждена и известна лишь со слов самого Тарасова-Родионова.
Входил в литературную группу «Кузница», был одним из организаторов группы «Октябрь» (1922), затем — Российской ассоциации пролетарских писателей.
В 1931 г. во время командировки в Берлин уговаривал В. Набокова вернуться на родину, «чтобы воспевать там радости жизни — колхозной, партийной, деревенской». Как добавляет Б. Бойд, «когда к ним обратился по-русски бывший белый офицер — он всего-навсего предложил им купить у него шнурки для ботинок, — сталинский приспешник задрожал от страха, заподозрив слежку: „Так вот какую игру вы со мной затеяли!..“» В 1936 году исключён из Союза писателей.
27 апреля 1938 г. арестован по обвинению в шпионаже, 3 сентября приговорён и в тот же день расстрелян на «Коммунарке». Реабилитирован посмертно (1956). В отличие от многих других реабилитированных писателей, его книги не переиздавались, за исключением повести «Шоколад», вошедшей в сборник «Трудные повести».

## Оценка деятельности
Фёдор Раскольников в своём известном «Открытом письме Сталину» (17.08.1938) упоминал среди «талантливых русских писателей» и имя Тарасова-Родионова.
«Социалистический вестник» (1939) опубликовал в одиннадцатом номере «Литературные заметки» В. Александровой (Шварц), где осмыслялась роль скандальной повести в советском литературном процессе. Александрова назвала Тарасова-Родионова «старым писателем-большевиком», который был «заклеймён» после издания «Шоколада»: «Появление этого произведения вызвало в своё время резкий отпор официальной критики, но, может быть, именно поэтому „Шоколад“ приобрёл большую популярность в среде коммунистической молодёжи». Сюжет «Шоколада», по мнению Александровой, «предвосхищает ту эволюцию коммунистической этики, которая привела компартию к московским процессам».

## Награды
Орден Красного Знамени. № 10972. 1930 г.

## Творчество

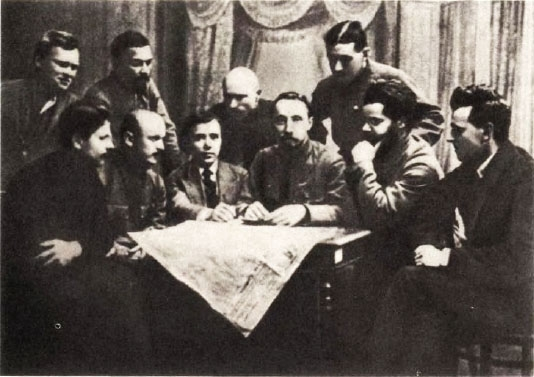
Военная организация при ЦК РСДРП(б) — 1917 г. Сидят (слева направо): К. Н. Орлов, К. А. Мехоношин, В. И. Невский, Н. И. Подвойский, П. В. Дашкевич, Ф. Ф. Раскольников; стоят: Б. М. Занько, М. С. Кедров, В. Л. Панюшкин, А. И. Тарасов-Родионов

### «Шоколад»
Впервые произведение опубликовано в декабре 1922 года в журнале «Молодая гвардия» (Тарасов-Родионов А. И. Шоколад // Молодая гвардия. 1922. № 6—7.). Переиздавалась в СССР пять раз (1925, 1927, 1928, 1930, 1990).
Рецензия, напечатанная в петроградском «Красном студенте», просто восторженная. Гибель Зудина, по мнению рецензента, была случайностью, но в случайности проявилась закономерность: коммунисты и чекисты в особенности беспощадны прежде всего к себе.
Повесть написана по реальным событиям, что подтверждается отзывом Ф. Э. Дзержинского, приведённым в воспоминаниях В. В. Овсиенко: «Был примерно такой случай, но обобщать не следовало» («Рыцарь Революции» — М., 1967. — С. 312.). Прототип Зудина — член коллегии Петроградской ЧК Д. Я. Чудин, расстрелянный 23 августа 1919 года.

Ваше мнение о повести важно мне, конечно, независимо от Вашего положения Генерального секретаря партии, а потому, что Вы никогда политически не ошибались и Ваше мнение является для меня голосом партийной совести. — Тарасов-Родионов А. И. Письмо И. В. Сталину о повести «Шоколад». 15 марта 1925 г.

## Сочинения

### Книги
- Шоколад : Повесть - Москва ; Ленинград : Гос. изд-во, 1925. - 218 с.
- Трава и кровь. Линев. (Повесть) // Октябрь. 1924. № 1.
- Линев : Повесть. - Москва ; Ленинград : Молодая гвардия, 1924.
- Страна души [Текст] = Апсны : Абхазские рассказы. - Москва : Огонек, 1927 (Библиотека "Огонек" № 259).
- Товарищ Ворошилов [Текст] : [Биографический очерк]  - Москва ; Ленинград : Гос. изд-во, 1928 (М. : тип. "Красный пролетарий").
- Тяжёлые шаги: Февраль. — М.—Л., 1928.
- Гибель барона. — 1931.
- Пятый патрон. — 1931.
- Тяжёлые шаги: Июль. — М., 1933.

### Статьи
- «„Классическое“ и классовое» и «Рабочая весна»